# Patrick Grandperret
Patrick Grandperret (Saint-Maur-des-Fossés, 1946. október 24. – Saint-Maur-des-Fossés, 2019. március 9.) francia filmrendező, forgatókönyvíró, producer.

## Filmjei
- Courts-circuits (1981, forgatókönyvíró, producer is)
- Mona et moi (1989, forgatókönyvíró is)
- Trois années (1990, csak executive producer)
- Sirga, az oroszlán (L'enfant lion) (1993, producer is)
- Morasseix!!! (1993, tv-film, csak producer)
- Az elefántok mestere (Le maître des éléphants) (1995, forgatókönyvíró is)
- Tébolyult szenvedély (Les victimes) (1996, forgatókönyvíró is)
- Inca de Oro (1997, tv-film)
- Couleur Havane (1999. tv-film, forgatókönyvíró is)
- Szép munka (Beau travail) (1999, csak producer)
- Viens mon ange (2000, rövidfilm, forgatókönyvíró is)
- Révolution (2000, rövidfilm, forgatókönyvíró is)
- Partenaires (2000, rövidfilm, forgatókönyvíró is)
- La conteuse (2000, rövidfilm, forgatókönyvíró is)
- L'air et le feu (2000, rövidfilm, forgatókönyvíró is)
- Clara cet été là (2004, tv-film)
- Commissaire Valence (2004–2005, tv-sorozat, három epizód)
- Commissaire Moulin (2005, tv-sorozat, egy epizód)
- Gyilkos lányok (Meurtrières) (2006, forgatókönyvíró, producer is)
- Sécurité intérieure (2007, tv-film)
- F.I.L.S. - Les années noires (2007, rövidfilm, csak (producer)
- La vie est à nous (2009, tv-sorozat, hét epizód)
- Sötét történetek (Suite noire) (2009, tv-sorozat, egy epizód)
- Victor Sauvage (2010, tv-sorozat, egy epizód)
- Face à la mer (2013, rövidfilm, csak producer)
- Looking for Johnny (2014, dokumentumfilm, csak producer)
- Keffer: Rouge (2015, rövidfilm, csak executive producer)
- Fui banquero (2016, forgatókönyvíró is)
- Madres Libres (2016, rövidfilm, csak producer)